# Johannes van Lier
Johannes van Lier (Rotterdam, 8 december 1726 - Kleef, 6 september 1799) was een Nederlandse politicus, jurist, belastingontvanger en gedeputeerde van Drenthe.

## Leven en werk
Van Lier was een zoon van de Rotterdamse wijnhandelaar Henderick van Lier en Barbera Meesters. Hij studeerde van 1743 tot 1748 rechten aan de Universiteit Leiden. Na zijn studie keerde hij aanvankelijk terug naar Rotterdam. In 1750 vestigde hij zich in het Drentse Zuidlaren. Hij trouwde in 1751 met Rolina Johanna Hofstede, dochter van de Groninger predikant Johannes Hofstede en Maria Abbring. Uit het huwelijk kwamen tien kinderen voort, waaronder Helperus Ritzema van Lier.
Johannes van Lier werd in 1750 de particuliere secretaris van de drost van Drenthe Alexander Carel van Heiden. Van 1753 tot 1758 was hij gedeputeerde van Drenthe en in 1759 werd hij lid van de Etstoel. In 1758 werd hij benoemd tot ontvanger-generaal (belastingontvanger) van Drenthe. Na zijn benoeming tot ontvanger verhuisde hij van Annen, waar hij na zijn huwelijk was gaan wonen, naar het Ontvangershuis te Assen. In 1776 liet hij in Assen een nieuw herenhuis bouwen, huize Overcingel.
Naast zijn hoofdactiviteit als ontvanger was Van Lier ook participant in de Annerveensche Heerencompagnie. Daarnaast schreef hij diverse verhandelingen op een breed gebied. Hij publiceerde over geschiedenis, archeologie en natuurwetenschappen. In zijn huis Overcingel had hij een naturaliënkabinet, een verzameling mineralen en stenen. Hij werd in 1772 benoemd tot lid van de Maatschappij van Wetenschappen.

## Van Lier bankroet
Van Lier raakte in 1785 in opspraak toen hij niet in staat bleek te zijn om de achterstallig belastinggelden af te dragen aan de Generaliteit. Aanvankelijk werd het tekort becijferd op bijna ƒ 400.000. Later bleek hij zo'n ƒ 140.000 schuldig te zijn. Zijn inboedel werd geveild. Door persoonlijk ingrijpen van zijn zoon Joannes Henricus Petrus bleef het huis Overcingel in de familie. Overcingel bleef tot in de 20e eeuw in het bezit van de familie Van Lier. Zijn kleinzoon Herman Hubert legde het park in landschapsstijl aan en ook zijn achterkleinzoon Hendrik woonde er. Van Lier had de bui zien aankomen en vertrok met de noorderzon, met achterlating van vrouw en kinderen. Hij bleek naar het Duitse Kleef te zijn gevlucht. Later voegden zijn echtgenote en drie van zijn dochters zich bij hun man en vader in Kleef. Van Lier overleed aldaar in september 1799, drie jaar na zijn vrouw.
Van Lier werd als ontvanger-generaal opgevolgd door zijn schoonzoon Jan Haak Oosting, die getrouwd was met Barbara Maria van Lier, dichteres.
Aan deze geschiedenis kleeft ook een politiek tintje. Het kwam de patriotten goed uit, dat zij een lid van het Oranjegezinde kamp tot voorbeeld konden stellen van hetgeen mis was in Drenthe. In een anoniem pamflet uit 1787, getiteld De tegenwoordige staat van het landschap Drenthe ontmaskerd, werden de malversaties door orangistische regent Van Lier fel gehekeld. Hij werd er onder meer van beschuldigd dat hij bouwmateriaal van het Drostenhuis in Assen en van de achtkantige koepelkerk van Smilde zou hebben gebruikt voor het bouwen van zijn eigen woning Overcingel.